# Melanagromyza malayensis
Melanagromyza malayensis este o specie de muște din genul Melanagromyza, familia Agromyzidae, descrisă de Mitsuhiro Sasakawa în anul 1963. Conform Catalogue of Life specia Melanagromyza malayensis nu are subspecii cunoscute.